# Lex van der Jagt
Alexis Peter (Lex) van der Jagt (Rotterdam, 26 maart 1941 – aldaar, 14 april 1990) was een Nederlands politicus van de PvdA.
Na de kweekschool volgde hij een opleiding om leraar biologie te worden. In 1964 ging hij als zodanig aan de slag in 1969 werd hij conrector. In 1975 werd hij plaatsvervangend rector en vanaf 1981 was hij een jaar inspecteur onderwijszaken bij de gemeente Rotterdam. Daarnaast was lange tijd betrokken bij de Openbaar Lichaam Rijnmond, eerst als raadslid en fractievoorzitter en vanaf 1982 als gecommitteerde. Rijnmond werd begin 1986 opgeheven en in juli van dat jaar werd Van der Jagt burgemeester van Hellevoetsluis hoewel in de profielschets stond dat voormalige Rijnmondbestuurders niet in aanmerking kwamen. Twee jaar later kreeg hij een hartinfarct waarna hij weer terugkeerde. Begin 1990 werd hij opnieuw getroffen door een hartinfarct waarop hij op 49-jarige leeftijd in het Rotterdamse Dijkzigtziekenhuis overleed. In Hellevoetsluis is de Burgemeester van der Jagtkade naar hem vernoemd.